# Из пещер и дебрей Индостана
«Из пещер и дебрей Индостана» (рус. дореф. «Изъ пещеръ и дебрей Индостана») — литературное произведение Елены Петровны Блаватской, которое она с 1879 по 1886 год публиковала в России под псевдонимом Радда-Бай. Представляет собой серию путевых очерков об Индии второй половины XIX века. Очерки печатались сначала в газете «Московские ведомости», затем в журнале «Русский вестник». Первая (и большая) часть очерков вышла в 1883 году отдельным изданием с подзаголовком «Письма на родину» в качестве приложения к «Русскому вестнику».

## Отзыв литератора
Литературный критик З. А. Венгерова отметила, что книга Е. П. Блаватской носит «несколько мистический колорит» вследствие многочисленных рассказов и рассуждений автора о тайной мудрости индусов, что не умаляет однако её литературного значения. Близкое знакомство писательницы с индийскими достопримечательностями позволяет ей очень увлекательно говорить о самых разнообразных сторонах жизни современной и древней Индии. Просто, но «в высшей степени художественно» описывает она великолепные постройки, покрывающие Индию с незапамятных времён, на которые прошедшие тысячелетия не оказали никакого воздействия. 

Особенно же её занимает таинственная секта радж-йогов, святых мудрецов, которые особым напряжением своих духовных сил, чем-то вроде многолетней душевной гимнастики, доходят до умения совершать несомненные чудеса: так, лично знакомый Блаватской радж-йог Гулаб-Синг отвечал на вопросы, которые Блаватская задавала ему лишь мысленно, исчезал и появлялся совершенно неожиданно для всех, открывал им в горах таинственные входы, через которые они попадали в дивные подземные храмы и т. д.

## Мнение индолога
А. Н. Сенкевич писал, что путевые очерки Е. П. Блаватской, в которых она «демонстрирует завидную эрудицию и живость ума», имели «ошеломительный успех» в России. Он отметил, что в определённом смысле её книга — это «страноведческая энциклопедия», до настоящего времени не утратившая своего научного значения.

Стремление раскрыть Индию «изнутри», через людей, с которыми судьба свела Блаватскую, придаёт книге по сравнению с обычными путевыми очерками особенный, совершенно новый характер психологического документа, отражающего многие грани индийского духовного мира, специфику жизни традиционного индийского общества. Наконец, в книге «Из пещер и дебрей Индостана» дается объективная оценка английского колониального господства, тем более важная, что в ней содержится осуждение проживающих в Индии англичан, несмотря на правдивые, леденящие кровь описания жестокостей по отношению к ним со стороны участников Сипайского восстания 1857—1859 годов.

## Мнение философа
Ю. А. Шабанова отметила, что в этой книге Е. П. Блаватская описывает свои «красочные впечатления от природы, животного мира, уклада жизни народа и правителей, древних обычаев, обрядов и верований, древних святилищ, храмов и крепостей, пещерных сооружений, затерянных в джунглях городов, браминов, йогов, учёных и философов новой Индии, героических преданий и трагических событий восстания сипаев». По мнению Шабановой, талантливое изложение Блаватской, создающее эффект присутствия, представляет читателю «яркий и целостный образ великой страны и великого народа». Следующий фрагмент книги посвящён «живым ощущениям музыкального звучания» природы Индии:

«Вдруг, среди общего молчания, мы услышали те же самые странные музыкальные звуки, какие подслушали, подъезжая к острову на пароме. Словно со всех сторон вокруг нас и даже над головами настраивались незримые духовые инструменты, звякали струны, пробовались флейты. Минуты через две, с новым порывом пробивающегося сквозь бамбук ветра, раздались по всему острову звуки как бы сотен Эоловых арф... И вот разом началась дикая, странная, неумолкающая симфония!..»
Внимание Шабановой привлекли страницы, посвящённые религии и философии индусов: «Впервые на русском языке основы индуизма и индийской философии были изложены популярно и доступно, но в то же время глубоко и серьёзно». По её мнению, эти части книги можно даже сегодня «рекомендовать для первого чтения тем, кто желает познакомиться с миросозерцанием Индии».

## Переводы и переиздания
После смерти автора книга была переведена (не вся) на английский и опубликована в Лондоне в 1892 году. Впоследствии неоднократно переиздавалась, в основном на русском и английском языках.

## Издания
на русском языке
- Изъ пещеръ и дебрей Индостана, ч. 1-2. — Приложение к журналу. — М.: Университетская типография, 1883. — 411 с.
- Изъ пещеръ и дебрей Индостана, ч. 3-4. — Приложение к журналу. — М.: Университетская типография, 1886.
- Изъ пещеръ и дебрей Индостана. — СПб.: Типография А. С. Суворина, 1912. — 438 с.
- Из пещер и дебрей Индостана / Послесловие А. Н. Сенкевича. — Репринт 1912. — М.: ИПО Автор, 1991. — 459 с. — ISBN 9785852120014.
- Из пещер и дебрей Индостана. — М.: Эксмо, 2007. — С. 51–497. — 832 с. — (Великие посвящённые). — 5100 экз. — ISBN 9785699004829.

на других языках
- From the Caves and Jungles of Hindostan. — London: Theosophical Publishing Society, 1892. — 318 p.
- From the Caves and Jungles of Hindostan / Пер. с рус. B. de Zirkoff. — Wheaton, Ill.: Theosophical Publishing House, 1975. — 719 p. — ISBN 9780835602198.

## Интересные факты
- С. Ю. Витте писал: «Я помню, что когда я познакомился в Москве с Катковым, он заговорил со мной о моей двоюродной сестре Блаватской, которую он лично не знал, но перед талантом которой преклонялся, почитая её совершенно выдающимся человеком. В то время в его журнале „Русский вестник“ печатались известные рассказы „В дебрях Индостана“<...>, которые он считал безусловно выдающимися и необыкновенными».[13]
- При работе над новым переводом «Тайной доктрины» для решения проблемы транскрибирования и транслитерации некоторых терминов В. В. Базюкин применил способ, использованный писательницей в её книге «Из пещер и дебрей Индостана».[14]
- Переводчики одного из русских изданий книги Е. П. Блаватской «Ключ к теософии» (ISBN 9785699369089) «для сохранения точности передачи идей» использовали «там, где было возможно» вместо перевода с английского некоторые дословные фрагменты книги «Из пещер и дебрей Индостана», о чём и уведомили читателя в соответствующем примечании.

## Комментарии
1. ↑  Примечание редактора: «Письма эти, принадлежащие перу нашей соотечественницы, печатались в разное время в "Московских ведомостях" за подписью Радда-Бай и будут продолжаться в "Русском вестнике"»[2].
2. ↑  «In Caves and Jungles HPB describes, under the name Gulab-Singh, a figure who corresponds in most details to her descriptions elsewhere of Mahatma Morya».[3]
3. ↑  Сенкевич писал, что Блаватская в своей книге «под обобщающим именем такура Гулаба Лалла Сингха» представила махатм Мория и Кут Хуми.
В письме князю Дондукову-Корсакову она сообщила: «Если вам захочется узнать побольше об этом человеке, то, когда будет время, прочтите „В дебрях Индостана“... Мой индус представлен там под именем такур Гулаб Сингх. Из этой книги вы узнаете, чем он занимался и какие необычайные явления связаны с ним».[4]
4. ↑  Блаватская объяснила, что в своих очерках об Индии она «соединила события, происходившие в разные годы, и описала некоторые феномены», показанные её Учителем в разное время.[5]
5. ↑  «She [Blavatsky] contributed some clever papers, From the Caves and Jungles of Hindostan (published separately in English, London, 1892) to the Russky Vyestnik».[1]
6. ↑  «27 editions published between 1892 and 2012 in 4 languages and held by 65 WorldCat member libraries worldwide».[12]